# Edward Cocker

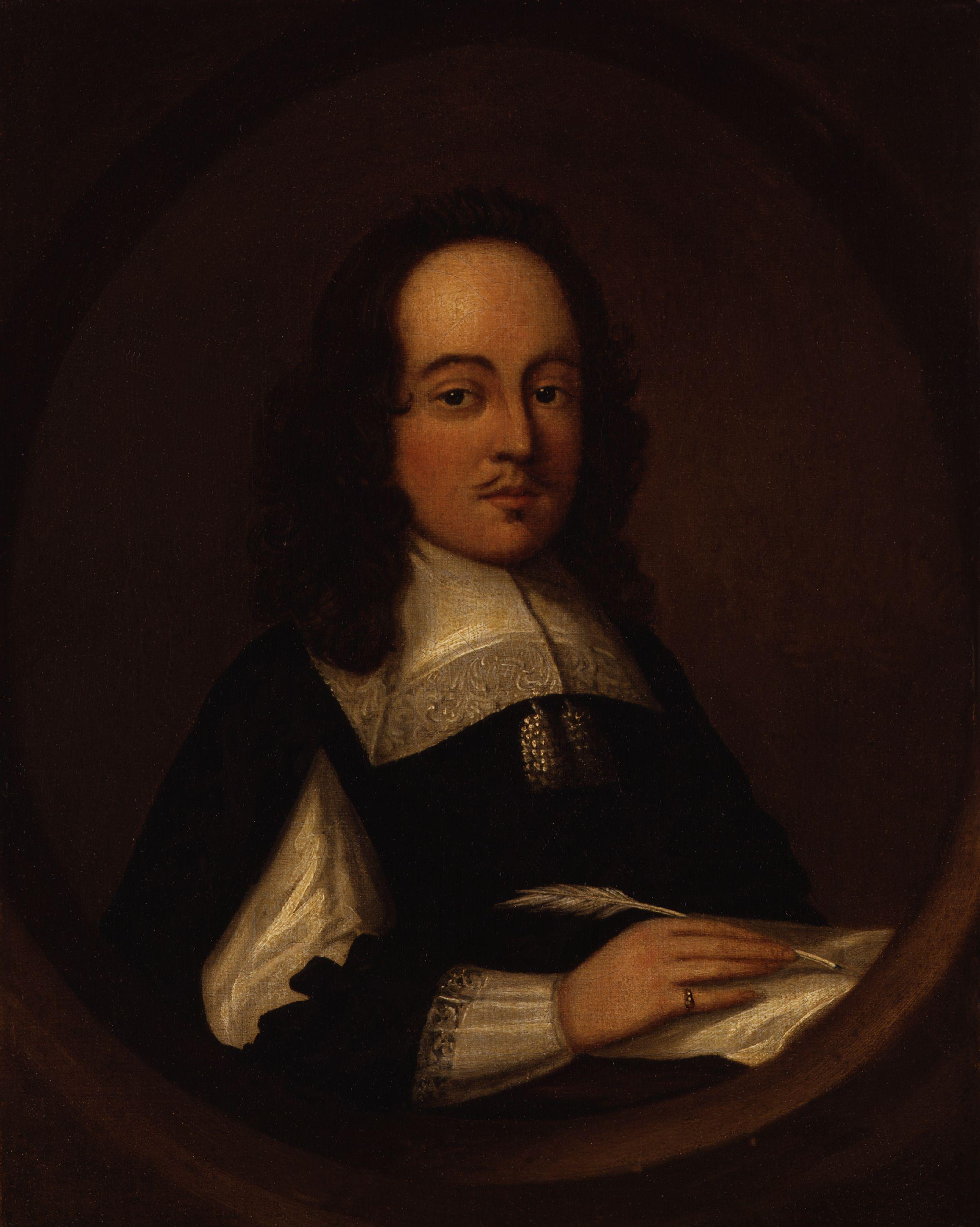
Retrato de Edward Cocker por Richard Gaywood, 1657

Edward Cocker (1631 - 22 de agosto de 1676) fue un grabador inglés, que también enseñó escritura y aritmética.
Cocker fue el supuesto autor de la famosa Arithmetick, la popularidad de la cual fue tal que ha añadido una frase (according to Cocker; de acuerdo con Cocker) a la lista de proverbios ingleses. Se le atribuye la autoría y edición de unos catorce conjuntos de modelos de grabadores, uno de los cuales, El libro para copiar de Daniel, es conservado en el British Museum. Samuel Pepys, en su Diario, hace una mención muy favorable de Cocker, que parecía tener un gran talento.
- Datos: Q5342343
- Multimedia: Edward Cocker / Q5342343